# Diadelia costipennis
Diadelia costipennis là một loài bọ cánh cứng trong họ Cerambycidae.